# Sopwith Camel
El Sopwith Camel («camello» en inglés) fue un caza biplano monoplaza británico de la Primera Guerra Mundial.
Llegado a las filas del Royal Flying Corps demasiado tarde para participar en los cruentos combates del "Abril Sangriento" de 1917, el Sopwith Camel era un avión vedado a pilotos inexpertos, sin embargo, se convirtió en uno de los cazas más populares de la denominada "Guerra del Kaiser" y en la montura favorita de muchos ases aliados.

## Desarrollo y diseño

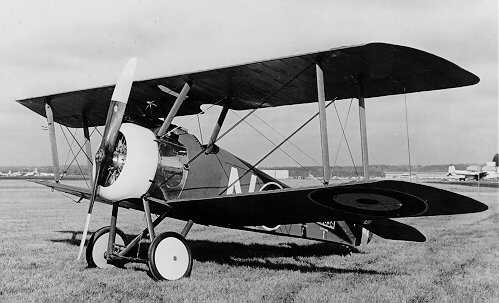
Sopwith Camel.

El fiable, elegante y popular Sopwith Pup demostró ser capaz de plantar cara efectivamente a los cazas alemanes que llenaban los cielos del Frente Occidental durante la segunda mitad de 1916, incluso tras la aparición del formidable Albatros D.I.
No obstante, el nuevo scout (caza) alemán y sus recién llegados congéneres representaban una progresión tecnológica sin precedentes. La constatación de ello indujo, a finales del verano de 1916, al jefe de diseño de Sopwith, Herbert Smith, a acelerar sus trabajos de desarrollo de un sucesor del Pup; el primer prototipo de este nuevo avión, denominado Sopwith F.1, fue aprobado por el departamento experimental de la compañía a mediados de diciembre de ese mismo año.
Aunque se trataba de un obvio descendiente del Pup, el F.1 era un avión más compacto, con el fuselaje bastante profundo, acentuado por el abultado carenaje que, por delante de la cabina, cubría las culatas de un par de ametralladoras Vickers sincronizadas.
Estructuralmente, el nuevo avión era del todo convencional, pues el fuselaje consistía en una célula de sección cuadrangular en madera con dorso redondeado; inmediatamente por detrás del motor el revestimiento era de aluminio, que se convertía en contrachapado hasta sobrepasar la cabina, estando la sección trasera recubierta en tela.
Herbert Smith previó en origen que ambos planos presentasen el mismo diedro, pero Fred Sigrist, el ingeniero jefe, optó porque el plano superior fuese completamente horizontal para facilitar la producción, al ser construida en una sola sección. Para compensar, el valor del diedro del plano inferior fue arbitrariamente duplicado. No obstante, cuando finalmente se decidió construir el ala superior en tres secciones con objeto de agilizar el mantenimiento y las reparaciones de campaña, el diedro permaneció idéntico, confiriendo al Camel uno de sus principales rasgos distintivos.
La principal característica de diseño radicaba en la concentración de hélice, motor, depósitos de combustible, armamento y cabina de piloto en la sección delantera del fuselaje, de apenas 210 cm de longitud; semejante amalgama de masa contribuyó notablemente a la extraordinaria maniobrabilidad de que disfrutaba el nuevo caza, si bien influyó negativamente en ciertas características de viraje. Gracias al considerable par de hélices, a la escasa inercia sobre el centro de gravedad y al acusado momento giroscópico, el Camel podía efectuar virajes muy cerrados; sin embargo, en los giros a la izquierda el morro se elevaba excesivamente, mientras que al virar a la derecha descendía. Estas particularidades exigían un excesivo empleo del timón de dirección, sin cuya utilización entraba rápidamente en barrena sin aviso previo.
De los documentos de la compañía se deduce que esta construyó a iniciativa propia tres (o posiblemente cuatro) prototipos F.1.
El F.1/1 o "Taper Wing Camel" presentaba alas de planta trapezoidal y un montante interplano de amplia cuerda en cada costado; estaba propulsado por un motor rotativo Clerget 9Z de 110 cv, y el F.1/3 por un Clerget 9B de 130 cv; según algunas fuentes, el principal rasgo distintivo del F.1/2 residía en la introducción del recorte en el borde de fuga del plano superior para mejorar la visibilidad del piloto.
Puesto en vuelo por primera vez por Harry Walker (probablemente en Brooklands a principios de enero de 1917), el F.1 fue rápidamente seguido por los prototipos antes mencionados y por un par de ejemplares (N.º 517 y N.º 518) encargados por el Almirantazgo.
El F.1/3 fue evaluado en marzo en las instalaciones de Martlesham Heath; esta versión fue la elegida para entrar en producción, aunque en mayo fue modificada con la instalación de un Le Rhône 9J de 110 cv y en julio por un Clerget de 130 cv.
Mientras tanto, el segundo prototipo del Almirantazgo fue probado en Martlesham con el nuevo motor AR.1 (Admiralty Rotary, o Rotativo del Almirantazgo) de 150 cv; diseñado por el teniente W.O. Bentley (que saltó a la fama en el campo automovilístico), este motor era el primero de tipo específicamente aeronáutico en utilizar el aluminio en la construcción de cilindros refrigerados por aire y entró en producción bajo la denominación BR.1; esta planta motriz estuvo lista para ser montada en los primeros Camel entregados al Almirantazgo, servidos por Sopwith el 7 de mayo.
Estos aparatos fueron a parar al 4.º Squadron Naval (mandado por B.L. Huskissson) y entraron por primera vez en acción el 4 de julio, cuando cinco Camel atacaron 16 bombarderos AEG Gotha G.V, de los que derribaron por lo menos uno. A finales de mes, el Camel había sido asignado a los Squadron Navales números 3, 4, 6, 8 y 9.
Los primeros contratos de producción fueron firmados con las compañías Ruston Proctor & Co, de Lincoln (250 aviones), el 22 de mayo de 1917, y Portholme Aerodrome Ltd. de Huntingdon (50 ejemplares), el 2 de junio.
El primer pedido especificaba el empleo del motor Le Rhône 9J de 130 cv, aunque un posterior contrato asignado a Sopwith pedía que, como planta motriz alternativa, se utilizara también el Clerget 9B. Los precios contractuales eran de 874 libras por una célula de Camel sin equipo, mientras que los motores costaban 907 libras el Clerget de 130 cv o 643 libras esterlinas el B.R.1 de 150 cv.

## Un caza supremo

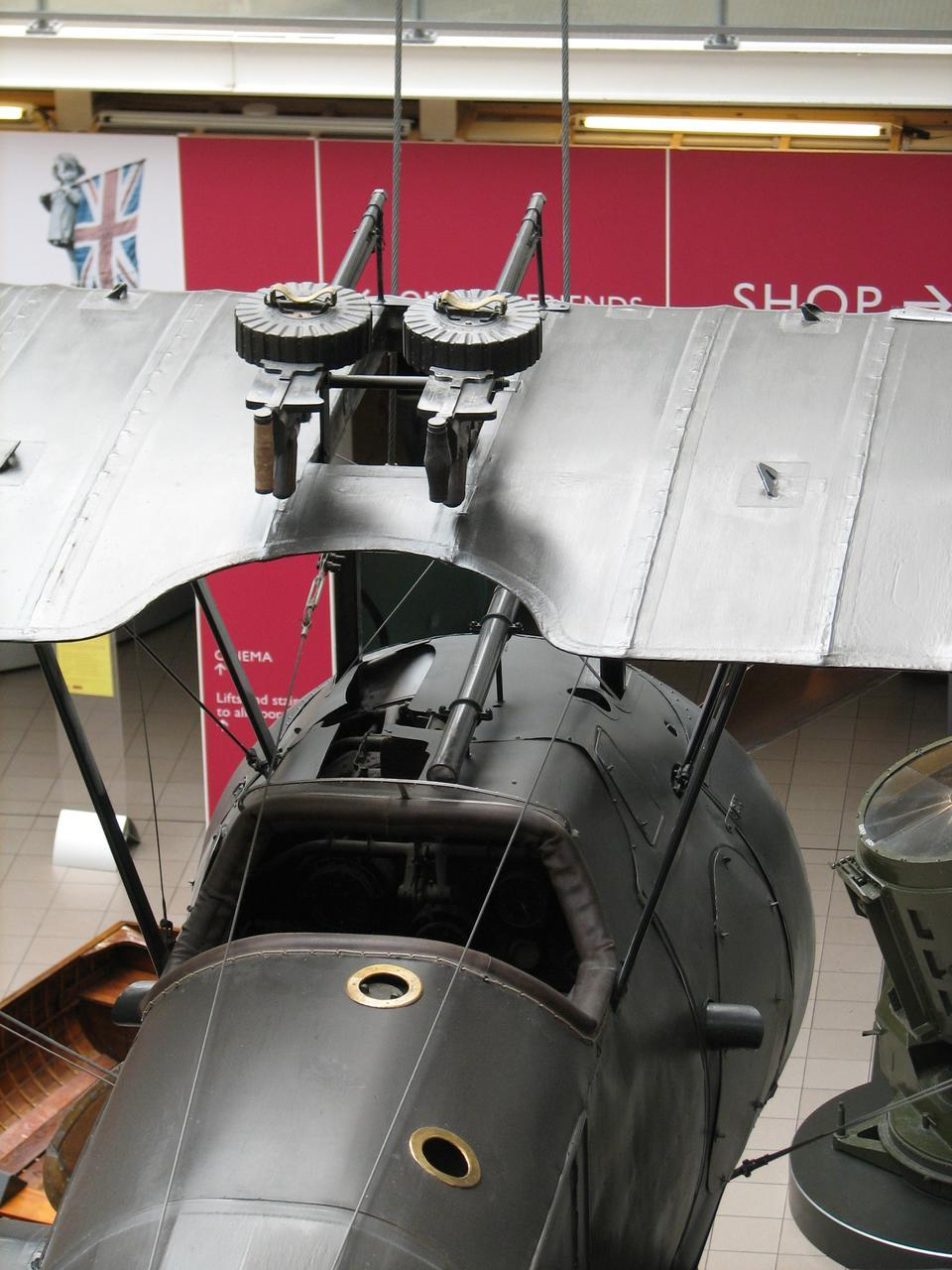
Montaje de dos ametralladoras Lewis.

Hasta hace unos años se indicaba que entre el 4 de julio de 1917 y el 11 de noviembre de 1918, el Sopwith Camel destruyó 1294 aviones enemigos (sin embargo, investigaciones posteriores del escritor británico Chaz Bowyer revelan que el conjunto de operaciones de los Camel arrojan un total aproximado de 2800 victorias), un número de victorias superior al conseguido por cualquier otro tipo de avión durante toda la guerra. Sólo el triplano alemán Fokker Dr.I superaba al Camel en maniobrabilidad.
La primera unidad del Royal Flying Corps en recibir el F.1, en julio de 1917, fue el 70.º Escuadrón, en Boisdinghem, justo a tiempo para tomar parte en la batalla de Ypres, que comenzó el 31 de julio. Al poco tiempo fueron equipados en Francia los escuadrones n.º 45 y n.º 43, ambos con Camel con motor Clerget; en octubre, el 28.º Escuadrón fue trasladado con sus nuevos Camel de Gran Bretaña a Francia. A finales de agosto tres pilotos del 44.º Escuadrón, el mayor G.W. Murlis, el capitán C.J.Q. Brand y el teniente C.C. Banks, efectuaron misiones nocturnas contra los bombarderos Gotha, demostrando que, aunque con dificultades, los Camel podían volar de noche.
En la gran batalla de Cambrai, en marzo de 1918, los escuadrones de Camel tuvieron una actividad singular, equipados en su mayoría con soportes para cuatro bombas Cooper de 9 kg Los escuadrones números 3 y 46 resultaron particularmente efectivos en sus misiones de ataque al suelo, sobre lugares como los bosques de Bourlon, Flesquières y Lateau. 
En los combates aéreos, los pilotos de Camel comenzaron a escalar los peldaños de la fama. Durante la batalla de Cambrai, el capitán J.L. Trollope, del 43.º Escuadrón, derribó seis aviones en un solo día, el 24 de marzo, todo un récord en los anales del RFC. Pero no pasaron muchos días antes de que esta marca fuese igualada: el 12 de abril, cuando hacía apenas dos semanas que se había creado la Royal Air Force, el capitán H.W. Woollett, también del 43.º Escuadrón, derribó otros seis aparatos.
El 21 de abril, un piloto canadiense, el capitán A. R.Brown, perteneciente al 209.º Escuadrón (antes el 9.º Escuadrón Naval), y a los mandos de un Camel con motor Bentley, reclamó para sí el derribo del legendario Rittmeister Manfred von Richthofen, poseedor de 80 victorias aéreas y auténtico azote del Frente Occidental. No obstante, la verdad era muy diferente: el Fokker Dr.I de Richthofen fue abatido por los servidores de dos ametralladoras antiaéreas de la 53.ª Batería de la artillería de campaña australiana, mientras el as alemán perseguía a baja cota un Camel pilotado por un novato del 209.º Escuadrón.
Sin embargo, muchos de los pilotos famosos del RFC y la RAF volaron en los Camel: entre ellos se cuentan el teniente coronel R. Collishaw (60 victorias), el mayor D.R. McLaren (54 victorias) y el mayor W.G. Barker (53 victorias), todos poseedores de gran número de condecoraciones.

## Enrolado en la Marina
Dos versiones merecieron una designación diferenciada, la TF.1 y la 2F.1.
La primera, un caza de ataque a las trincheras armado con dos ametralladoras apuntadas hacia abajo y una tercera en la sección central del plano superior, no llegó a entrar en producción pero facilitó el camino al Sopwith TF.2 Salamander.
La segunda, el caza embarcado 2F.1, presentaba menor envergadura, tren de aterrizaje lanzable y sección trasera del fuselaje desmontable (para facilitar su entiba a bordo). Los 2F.1 operaron desde los portaviones HMS Furious y HMS Pegasus , así como desde algunos acorazados, desde los que eran catapultados sobre las torres de las piezas de grueso calibre o del castillo de proa. Cazas Camel de esta variante acompañaron las incursiones de la Fuerza Harwich contra la bahía de Heligoland, en 1918, y abatieron cierto número de hidroaviones alemanes.
Quizá uno de los empleos más espectaculares de los Camel fue el de aquellos que despegaban desde lanchones remolcados, una maniobra que había acaudillado el extraordinario piloto C.R. Samson; el 11 de agosto el teniente Stuart Culley despegó en su Camel desde un lanchón remolcado por el destructor HMS Redoubt y derribó en la vertical de Terschelling al último dirigible abatido en la guerra, el L.53 (Kapitänleutnant Prölss).
También como parte de una serie de experimentos para que los dirigibles británicos pudiesen disponer de su propia escolta de caza, dos F.1 fueron modificados para las evaluaciones del 212.º Escuadrón con el dirigible R.33, bajo el sistema de "cazas parasitarios".
En total, 48 escuadrones del RFC y la RNAS (y la RAF) utilizaron el Camel y, aparte de los que se emplearon en Gran Bretaña y Francia, los Camel tomaron parte en las campañas de Italia, el Egeo, Macedonia, Grecia, Rusia y Mesopotamia.
Cuando se firma el Armisticio, la RAF alineaba un total de 2519 F.1 y 129 2F.1, incluidos los 802 de la Fuerza Expedicionaria en Francia y los 112 2F.1 embarcados en las unidades de la Grand Fleet.
La producción final del Camel fue de 5490 unidades, desglosadas en 1325 construidas en 1917 y 4165 en 1918.

## Otros usuarios

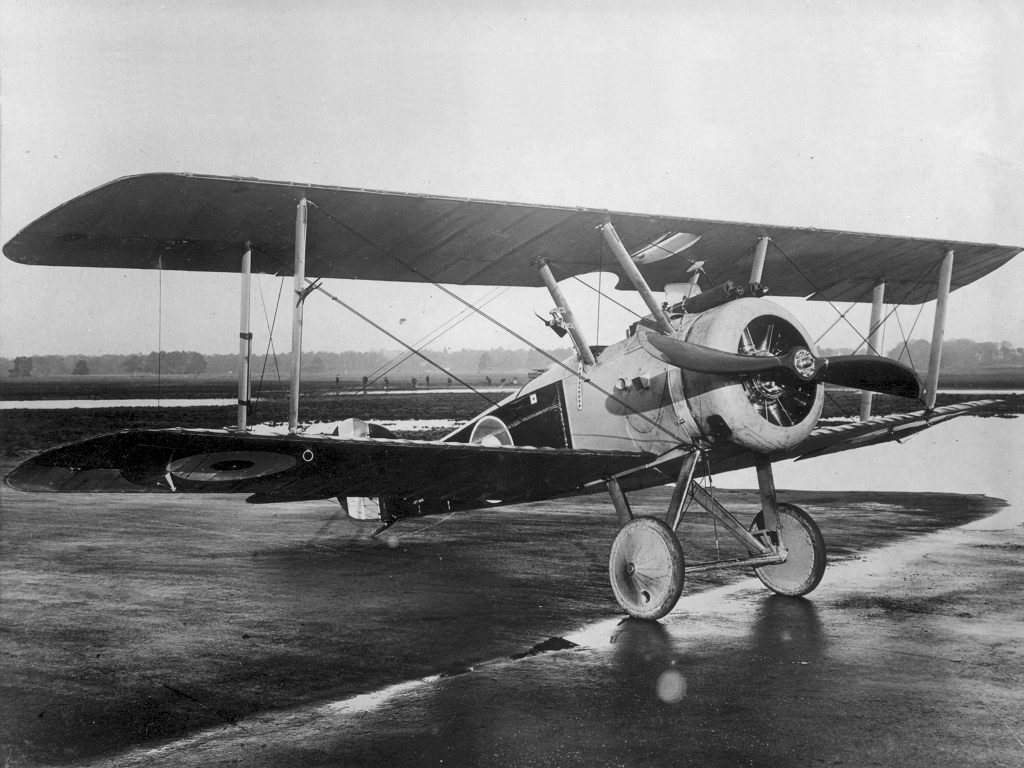

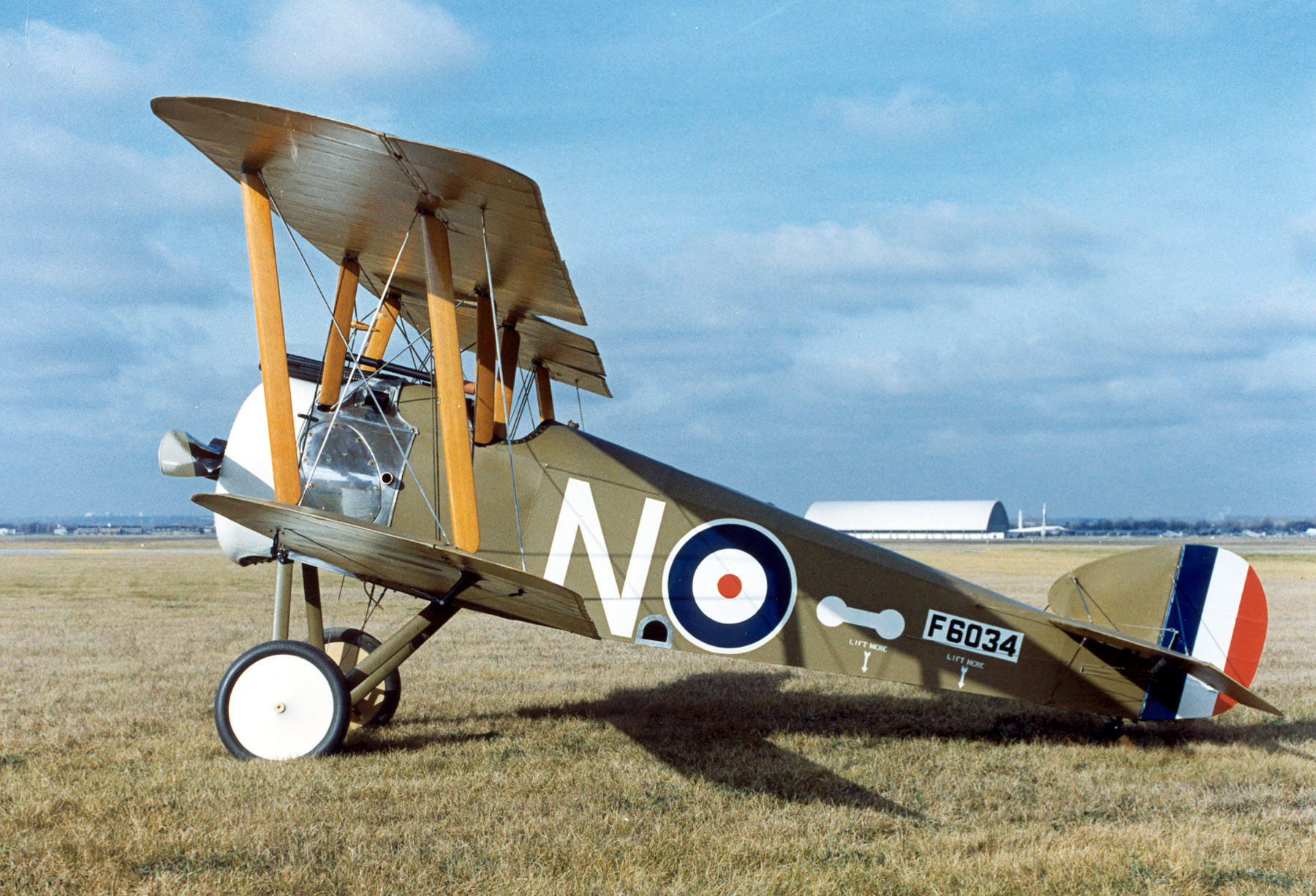
Camel en exhibición en el National Museum of the United States Air Force.

Los Camel también sirvieron en otras fuerzas aéreas. Unos 36 ejemplares fueron suministrados a Bélgica en 1918. Uno de estos aparatos fue usado por el as belga (seis victorias) Jan Oleislagers de la 9.ª Escuadrilla del Grupo de Caza Belga, en las postrimerías del conflicto. Se sabe que este piloto derribó bastantes más aviones de los que se le atribuyen, pero parece que no era partidario de reclamar para sí los aviones alemanes que abatía sobre territorio ocupado por el enemigo. Estos aparatos se mantuvieron en servicio hasta 1922, y todavía se conserva un ejemplar.
Seis unidades fueron servidas a Grecia y fueron utilizadas por los pilotos del Real Servicio Aeronaval helénico.
En junio de 1918, unos 140 Camel fueron transferidos a la Fuerza Expedicionaria Norteamericana en Francia, que los distribuyó entre los Escuadrones aéreos 17, 27, 37 y 41. Como resultado de sus peculiares características de pilotaje, el Camel nunca llegó a ser popular entre los pilotos estadounidenses, que sólo emplearon unos pocos ejemplares en combate (lo cual indica lo poco preparados que estaban); en su lugar, los utilizaron para aclimatar a los pilotos novatos a su llegada al frente (lo cual indica su pésimo sentido del humor). Un "famoso" piloto estadounidense declaró: "Nunca me gustó pilotar el Camel, y menos aún el Camel con motor Clerget... ese petardo saltarín".
Cuando concluyeron las hostilidades, la mayoría de los Camel estadounidenses quedaron en Gran Bretaña y Francia; sólo seis ejemplares, que habían sido empleados por la US Navy en Francia, fueron enviados a Estados Unidos para ser sometidos a evaluaciones a bordo de buques de guerra; así operaron desde plataformas erigidas en los acorazados USS Texas y USS Arkansas.
Cierto número de Camel fueron entregados a Canadá al concluir la guerra, y unos 20 se suministraron a Polonia, cuya Eskadra Kosciuszkowska los utilizó desde Lwòw contra los bolcheviques rusos en 1920.
En 1918 los Camel formaron parte del Grupo de Aviación Eslavo-Británico que intervino contra los revolucionarios rusos. Estos aparatos operaron desde Archangelsk encuadrados en la Patrulla B de 47.º Escuadrón de la RAF y desde Beketovka, en el seno del 221.º Escuadrón, en 1920. 
En 1919, un Sopwith 2F.1 pilotado por el capitán Claude Emery, pero con marcas de la Compañía de Aviación de Estonia, efectuó diversas misiones de combate desde el HMS Vindictive en el Báltico contra los bolcheviques.
Quizá el Camel más famoso sea el B6313, utilizado por el popular piloto canadiense William George "Billy" Barker. Destinado al principio al 28.º Escuadrón de la RAF en Francia, Barker recibió este Camel cuando se puso al frente del 66.º Escuadrón en Italia y lo dejó al recibir el mando de una unidad de Bristol Fighter. Mientras voló en su fiel B6313, este piloto abatió 48 aviones enemigos.
Pese a sus innegables virtudes, el Camel habría desaparecido completamente de escena si la guerra se hubiese prolongado tres o cuatro meses más, reemplazado sin duda por el Sopwith Snipe, un excelente caza en el que se habían erradicado las cortapisas del avión que el famoso capitán Norman Macmillan describió acertadamente como "una fiera bestezuela".

## Variantes
- F.1: prototipos; el F.1 con Clerget 9Z; el F.1/1 con alas trapezoidales; el F.1/2 inidentificado; el F.1/3 con Clerget 9B, Le Rhône 9J y Clerget de 130 cv
- F.1: prototipos del Almirantazgo (N517 y N518); rotativos AR.1
- F.1: versión de serie; Clerget de 110 y 130 cv, Le Rhône de 110 cv; amplia subcontratación; algunos convertidos en entrenadores biplaza
- TF.1: caza experimental de asalto; un ejemplar (C57) construido por Nieuport & General con tres ametralladoras Lewis
- 2F.1: caza embarcado de serie; la mayoría con rotativos BR.1, una ametralladora Lewis y una ametralladora Vickers; algunos con dos bombas de 22 kg; dos (N6622 y N6814) utilizados en evaluaciones con el dirigible R.33

## Operadores
Australia
- Cuerpo Aéreo Australiano

 Bélgica
- Aviación Militar

 Italia
 Canadá
- Cuerpo de Aviación Canadiense

 Estonia
- Compañía de Aviación

 Estados Unidos
- Servicio Aéreo del Ejército de los Estados Unidos

 Grecia
- Servicio de Aviación Helénico

 Letonia
- Regimiento de Aviación

 Países Bajos
- Departamento de Aviación

 Polonia
- Fuerza Aérea Polaca. Utilizó un Camel en la posguerra (1921).

 Reino Unido
- Cuerpo Aéreo Real / Real Fuerza Aérea Británica
- Servicio Aéreo Naval Real

 Suecia
- Fuerza Aérea Sueca

## Especificaciones (Camel F.1)
Referencia datos: Quest for Performance

### Características generales
- Tripulación: 1 piloto
- Longitud: 5.71 m
- Envergadura: 8.53 m
- Altura: 2.59 m
- Superficie alar: 21.46 m²
- Peso vacío: 420 kg
- Peso cargado: 660 kg
- Planta motriz: 1× motor rotativo de 9 cilindros Clerget 9B.
  - Potencia: 97 kW (130 HP; 132 CV)
- Hélices: 1× bipala por motor.
- Alargamiento alar:: 4,11
- Área de resistencia aerodinámica: 0,81 m²

### Rendimiento
- Velocidad máxima operativa (Vno): 185 km/h (115 MPH; 100 kt)
- Velocidad de entrada en pérdida (Vs): 77 km/h (48 MPH; 42 kt)
- Alcance: 485 km (262 nmi; 301 mi)
- Techo de vuelo: 6401 m (21 000 ft)
- Régimen de ascenso: 5,5 m/s (1087 ft/min)
- Carga alar: 30.8 kg/m²
- Potencia/peso: 150 W/kg

### Armamento
- Ametralladoras: 2× ametralladoras Vickers de calibre 7,7 mm (.303 British)

### Aeronaves similares
- Albatros D.V
- Fokker D.VII
- Fokker Dr.I
- Royal Aircraft Factory S.E.5
- SPAD S.XIII

### Listas relacionadas
- Anexo:Cazas de la Primera Guerra Mundial
- Anexo:Lista de biplanos